# Risley (Cheshire)
Risley – osada w Anglii, w Cheshire, w dystrykcie (unitary authority) Warrington. Leży 6,9 km od centrum miasta Warrington, 36,2 km od miasta Chester i 269,7 km od Londynu. W 2001 miejscowość liczyła 11 395 mieszkańców.